# Galeandra minax
Espèce
Classification phylogénétique
Galeandra minax est une espèce de plantes à fleurs de la familles des Orchidaceae (les orchidées) et du genre Galeandra originaire de la forêt amazonienne du Venezuela et du Brésil. Elle a été décrite la première fois par Heinrich Gustav Reichenbach.